# Rive (Italie)
Pour les articles homonymes, voir Rive.
Rive est une commune de la province de Verceil dans le Piémont en Italie.

## Administration
| Période                                  | Période  | Identité              | Étiquette | Qualité |
| ---------------------------------------- | -------- | --------------------- | --------- | ------- |
| 14 juin 2004                             | En cours | Gian Franco Manachino |           |         |
| Les données manquantes sont à compléter. |          |                       |           |         |

### Communes limitrophes
Balzola, Costanzana, Pertengo, Stroppiana, Villanova Monferrato